# Chiesa di Santa Maria del Carmine (Ripacandida)
La chiesa di Santa Maria del Carmine è una chiesa di Ripacandida.

## Storia e Descrizione
La chiesa fu edificata sul sito di un più antico edificio religioso, quasi completamente distrutto nel terremoto del 1694. Ricostruita con questo titolo dall'arciprete Baffari (zio del Beato Giambattista Rossi), peraltro evidente dallo stemma baronale della famiglia posto sul portale d'ingresso, la chiesa fu gravemente lesionata anche nel terremoto del 1725 e fu restaurata successivamente.. 
La facciata, piuttosto semplice, con profilo a capanna, ornata da un portale timpanato marmoreo, mentre l'interno si caratterizza per un interessante apparato decorativo, realizzato nella prima metà del Settecento. 
In questa chiesa era un altare, l'unico laterale della chiesa, che custodiva un dipinto raffigurante il Martirio di santa Giulia di Paolo De Matteis, voluti nel 1718 dal duca di Ripacandida, Giuseppe Teroni, in ricordo della moglie Giulia Gaudioso, che, deceduta due anni prima, era stata traslata ai piedi della mensa. Entrambi furono trasferiti nel 1732 nel Santuario di San Donato, dato che la chiesa, a seguito del terremoto del 1725, minacciava di crollare.
I recenti restauri hanno riportato al primitivo splendore gli affreschi raffiguranti la Santissima Trinità, la Madonna del Carmine e i medaglioni con i Santi Donato vescovo e Donatello (San Donato da Ripacandida). A lato dell'altare è la seicentesca scultura della Madonna del Carmine.